# Јамар
Јамар су врсте паса малих димензија који лове дивљач која живи у јамама.